# 一生懸命塾
「一生懸命塾」は、就活支援や人財育成を行う就活支援塾。運営は株式会社もとい（東京都台東区 浅草橋3-32-5　モリタビル浅草橋４階、代表取締役：米盛みゆき）。

## 概要
就職活動支援を名目としたセミナーなどを開催する団体である。高圧的な勧誘手法が問題視され、2013年3月には東京都から是正勧告を受けている。

## 沿革
出典：
- 2010年2月　株式会社もとい 設立[4]
- 2010年6月　IKJ一生懸命塾 開校
- 2011年6月　入塾生徒数1000名突破
- 同年10月　講座内容のリニューアル
- 2012年10月　入塾生徒数2000名突破
- 2013年2月　東日本大震災復興支援活動開始
- 2014年4月　社会人向け講座スタート
- 同年4月　PASSION事業部若虎発足　企業向けサービス開始
- 同年6月　MOUNTAIN事業部発足　学生向けアルバイト支援開始
- 2015年1月　入塾生徒数3000名突破
- 2018年12月　入塾生徒数4000名突破
- 2024年4月　奈良サテライト校　開校

## 政治家および有識者の講演
有名人による講演が行われており、2013年4月にはみんなの党所属の参議院議員であった川田龍平が講演会を行った。2013年5月には京都大学教授の藤井聡も講演を行っている。

## 団体の背景
一生懸命塾の幹部の一部が、過去に消費者庁と東京都から業務停止命令を受けたグローバルトリニティー（旧トリニティアカデミー）の関係者であることが指摘されている。グローバルトリニティーは学生向け英会話講座や就職活動講座などを開催し、一生懸命塾と同様に強引な勧誘等が問題視されていた。

## 行政指導、行政処分
2013年3月5日、東京都生活文化局は、「就活生の不安をあおり、就活支援講座の受講契約を執拗に勧誘していた」として、東京都消費生活条例第48条が禁じている「販売目的の不明示」と「迷惑勧誘」にあたるものと認定して是正勧告を行なった。勧告によれば、一生懸命塾は、「学生に対して、就職活動や学生生活に関するアンケートを実施して連絡先を聞き出し、... 有料の『就活対策講座』等の受講契約を勧誘する目的以外のことが主要な目的であるかのように告げて、事務所（一生懸命塾）への来訪を要請する。」「来訪した学生に対し、... 厳しい就職活動や雇用状況などについて不安をあおるような説明を行った後、有料の『就活対策講座』等に関する勧誘を、引き続き又は複数回にわたり行う。」「勧誘時に、学生が ... 契約しない意思を示すと、営業員は態度を豹変させ、「今ここで決められないようなら、今後差し迫った状況になっても決断なんてできない」「あんたは一生成功しない」と強い口調で決めつけるなど威迫して困惑させたり、経済的に厳しいと断っている学生に対し、「日雇いのアルバイトをすればいい」などと告げて契約を迫るなど、執拗な勧誘を行っている。」などの勧誘を行なっていたとされる。東京都内では、2010年度から2012年度にかけての3年で、同社に関する相談が87件寄せられていたが、同社は新聞の取材に対して「都の指摘を受け、条例に抵触するような勧誘はやめた。勧告に従う」と答えた。
2014年、是正勧告後も同様の勧誘手法に変化が見られないことが報告されている。
2016年、毎日新聞が「就活塾」として、学生が活動に夢中になって留年したり、多額の利用料に悩まされたりするトラブルを報じている。
その後、2020年3月31日にも、同様の内容で東京都生活文化局から2度目の是正するための措置として3か月の業務一部停止命令を受けた。2015年度から19年度にかけての5年間で同社に関する相談が129件寄せられていたことが公表された。